# Мазовецкий уезд
Мазовецкий уезд — административная единица в составе Ломжинской губернии Российской империи, существовавшая c 1867 года по 1919 год. Административный центр — посад Мазовецк (с начала XX века — город Тыкоцин).

## История
Уезд образован в 1867 году в составе Ломжинской губернии Российской империи. В 1919 году преобразован в Высокомазовецкий повят Белостокского воеводства Польши.

## Население
По переписи 1897 года население уезда составляло 72 431 человек, в том числе в посаде Мазовецк — 3246 жит., в городе Тыкоцин — 4212 жит.

### Национальный состав
Национальный состав по переписи 1897 года:
- поляки — 59 873 чел. (82,7 %),
- евреи — 11 474 чел. (15,8 %),
- русские — 788 чел. (1,1 %),

## Административное деление
В 1913 году в состав уезда входило 9 гмин: 
| - Клюково — д. Клюково, - Ковалевщизна — д. Еньки, - Мазовецк — пос. Мазовецк, - Пекуты — д. Пекуты, - Пищаты — д. Кобылин, | - Посвентие — д. Посвентие, - Соколы — пос. Соколы, - Стельмахово — гор. Тыкоцин, - Шепетово — д. Домброва (Домброво-Велька). |